# Highs and Lows
Highs and Lows è un singolo degli Ashland High, gruppo musicale del cantante statunitense Trace Cyrus, pubblicato il 5 settembre 2012. Il brano è stato prodotto dai The Lost Boys e mixato da Nicolas Roberge, ed è il sesto brano estratto dal mixtape Geronimo.
Il videoclip realizzato per il brano è stato girato da Tyler Davis.
Il video è totalmente incentrato sul cantante e sul suo rapporto con alcol e droghe. È completamente in bianco e nero.

## Tracce
Download digitale
1. Highs And Lows - 3:08